# スルタネス・フェメニル
スルタネス・フェメニル（西: Sultanes Femenil）は、メキシコのヌエボ・レオン州モンテレイを拠点とする女子ソフトボールチーム。リーガ・メヒカーナ・デ・ソフトボル（LMS）所属。

## 概要
メキシコのプロ野球リーグ、リーガ・メヒカーナ・デ・ベイスボル（LMB）に所属するスルタネス・デ・モンテレイのソフトボールチーム。2024年に創設された同国の女子ソフトボールリーグ、リーガ・メヒカーナ・デ・ソフトボル（LMS）に参加。

## タイトル
なし